# The Wanted
The Wanted é uma boy band britânica/irlandesa formada em Londres, Inglaterra. O grupo foi originalmente composto por Max George, Siva Kaneswaran, Jay McGuiness, Nathan Sykes e Tom Parker, que permaneceu até sua morte por câncer cerebral em 2022. O grupo foi formado em 2009 e foi assinado um contrato com a Geffen Records, e administrado por Scooter Braun. Suas indicações incluem 14 World Music Awards, dois Brit Awards, um American Music Award e um MTV Video Music Award.
O álbum de estreia do The Wanted, The Wanted (2010), alcançou a posição número quatro no UK Albums Chart. O álbum seguinte, Battleground (2011) atingiu o número cinco no Reino Unido e o número quatro na Irlanda.
No início de 2012, o Wanted começou a alcançar o sucesso nos Estados Unidos e Canadá: seu hit single "Glad You Came" tornou-se seu segundo número um no Reino Unido e alcançou o número três na Billboard Hot 100 por quatro semanas não consecutivas, tornando-se a maior entrada nas paradas americanas por uma boy band britânica na época. O álbum de compilação da banda, The Wanted (2012), alcançou o top 10 na Billboard 200. Em 2013, o Wanted estrelou seu próprio reality show no E! intitulado The Wanted Life e lançou seu terceiro álbum, Word of Mouth. Em 22 de janeiro de 2014, a banda anunciou que faria um hiato para prosseguir em projetos solo individuais.
Em 8 de setembro de 2021, a banda se reuniu com um álbum de grandes sucessos e uma apresentação em um show beneficente no Royal Albert Hall em apoio ao membro da banda Tom Parker, que havia sido diagnosticado com câncer no cérebro no ano passado. Parker morreu da doença em 30 de março de 2022.

## História

### 2009-2010: Formação e o álbum de estreia
A banda foi formada no início de 2009 através de grandes testes realizados no Reino Unido e na Irlanda, por Jayne Collins,  responsável também por unir o grupo The Saturdays. Logo que os testes terminaram, começou o trabalho no álbum de estreia do grupo, The Wanted. Os produtores responsáveis pelo álbum foram Guy Chambers, Taio Cruz e Steve Mac. O primeiro single do álbum - e também o single de estreia da banda -, "All Time Low", se tornou um sucesso repentino no Reino Unido, conseguindo a primeira posição do UK Singles Chart. Além disso, "All Time Low", permaneceu no Top 40 por 17 semanas, tornando-se o primeiro grande hit da banda. O segundo single do álbum, "Heart Vacancy" foi lançado em 17 de outubro de 2010 e, mais tarde, atingiu a segunda posição do Reino Unido. Após o lançamento do segundo single, a banda lançou também o álbum - que alcançou apenas a quarta posição entre os álbuns britânicos. Para tentar um terceiro grande hit, a banda apresentou o 3º "single" do álbum pela primeira vez no X-Factor - mas "Lose My Mind" só conseguiu ficar na 19ª posição do UK Singles Chart. Logo anunciaram a turnê Behind Bars Tour.

### 2011-2012:Battleground
Em janeiro de 2011, o grupo começou a trabalhar em seu segundo álbum de estúdio. O álbum contou com créditos de composição dos membros da banda em dez das quinze faixas e contribuições de Steve Mac, Wayne Hector, Ed Drewett, Diane Warren e Guy Chambers.  O primeiro single do álbum, "Gold Forever", foi lançado em 13 de março de 2011 em auxílio da Comic Relief. A canção não obteve o mesmo sucesso do primeiro single da carreira da banda, ficando na terceira posição da UK Singles Charts. Mas as coisas começaram a mudar com o lançamento do segundo single do álbum, "Glad You Came". A música ficou duas semanas em primeiro lugar na UK Singles Charts e posteriormente ficou em terceiro lugar nos Estados Unidos, se tornando o maior hit da banda. A música se tornou tão famosa que foi lançada praticamente em todo o mundo, sendo tocada até no comercial da rede de fast food McDonald's. O terceiro single, "Lightning", teve sua data de lançamento no dia 16 de outubro. O quarto single, "Warzone" foi lançado em 26 de dezembro com o videoclipe e estreia no rádio no início de novembro de 2011. Em 7 de novembro, Battleground foi lançado no Reino Unido. Ele estreou no número 5 no Reino Unido e número 4 na Irlanda. Desde então, foi certificado Platina no Reino Unido. 
Seu primeiro EP americano, The Wanted: The EP, foi lançado em abril de 2012, estreando no número sete nos EUA e no número oito no Canadá. "Chasing the Sun" foi lançado como o segundo single oficial da banda, chegando ao número 50 na Billboard Hot 100, ao mesmo tempo em que alcançou o número um na parada Hot Dance Club Songs. "Chasing the Sun" foi lançado em 21 de maio de 2012. 

### 2012-2014:Word of Mouth,The Wanted Lifee hiato
The Wanted começou a trabalhar em seu terceiro álbum de estúdio logo após o lançamento de Battleground em 4 de novembro de 2011. Em maio de 2012, "Chasing the Sun" foi lançado como o primeiro single do álbum, e o terceiro single da banda The Wanted: The EP nos Estados Unidos. Nessa época, a banda também estreou uma nova faixa chamada "Satellite", que foi co-escrita por Ryan Tedder do OneRepublic. Em agosto de 2012, a banda filmou um videoclipe em Los Angeles, supostamente para seu novo single, "I Found You". No entanto, quando o vídeo de "I Found You" foi lançado em outubro de 2012, era diferente. A banda revelou mais tarde que eles haviam refilmado o vídeo em Londres, não estando satisfeitos com o primeiro. O original foi lançado mais tarde como a "versão dos fãs" no Vevo. "I Found You" foi lançado em 5 de novembro de 2012 como o segundo single do álbum. 
No início de fevereiro de 2013, foi anunciado que o Wanted iria estrelar seu próprio reality show chamado The Wanted Life, produzido por Ryan Seacrest. Nos Estados Unidos, estreou no E! em 2 de junho de 2013. Em abril de 2013, a banda anunciou o lançamento do terceiro single de seu terceiro álbum, intitulado "Walks like Rihanna", em homenagem à cantora barbadense Rihanna. Foi lançado em 23 de junho de 2013 e estreou e alcançou o número 4 no UK Singles Chart. Em 9 de setembro de 2013, a banda anunciou que seu novo álbum Word of Mouth seria lançado em 4 de novembro. Foi precedido pelo lançamento de "We Own the Night" e "Show Me Love (America)". Em 25 de julho de 2013, o grupo foi interrogado pela polícia depois que champanhe foi jogado pela janela de um hotel, encharcando o poeta Todd Swift. Um comunicado da polícia disse que "a polícia foi chamada por volta das 12h20 da quinta-feira, 25 de julho, para uma denúncia de que um homem foi ameaçado verbalmente e teve uma substância líquida jogada sobre ele em um hotel em Marylebone". Em 7 de outubro de 2013, foi anunciado que o The Wanted embarcaria em sua primeira turnê mundial, a Word of Mouth World Tour, em 2014. A turnê incluiu shows no Reino Unido, Europa continental, EUA e Canadá. Enquanto a banda anunciou originalmente, em janeiro de 2014, que eles estavam simplesmente fazendo um hiato para buscar projetos solo individuais.

### 2021–presente: Reunião,Most Wanted: The Greatest Hitse morte de Tom Parker
Desde 2020, a banda vinha provocando uma reunião. Em 5 de setembro de 2021, foi relatado que uma reunião seria anunciada oficialmente em 8 de setembro, com novas músicas e apresentações anunciadas, incluindo a arrecadação de dinheiro para instituições de caridade contra o câncer em apoio ao membro da banda Tom Parker, que havia sido diagnosticado com uma doença inoperável glioblastoma de estágio 4 no final de 2020.
Em 8 de setembro de 2021, o grupo voltou com um álbum de grandes sucessos intitulado Most Wanted: The Greatest Hits, lançado em 8 de novembro. Além disso, a banda se apresentou em um show beneficente de Tom Parker intitulado Inside My Head - The Concert no Royal Albert Hall em 20 de setembro, a primeira apresentação da banda junta em sete anos. O show arrecadou dinheiro para as instituições de caridade contra o câncer Stand Up to Cancer e The National Brain Appeal.
Eles lançaram "Rule The World", co-escrito por Max George, seu primeiro single em sete anos em 13 de outubro de 2021. Isso foi seguido de perto por seu álbum de maiores sucessos; Most Wanted: The Greatest Hits em 12 de novembro de 2021, que incluiu outra nova música chamada "Colours", co-escrita por Nathan Sykes ao lado de todos os favoritos dos fãs e algumas faixas acústicas recém-gravadas. Seu single de Natal; um cover do clássico do East 17 "Stay Another Day" foi lançado em 5 de novembro de 2021 e também aparece na versão deluxe de Most Wanted. Um cover acústico de "Remember" de Becky Hill e David Guetta foi lançado como o primeiro single promocional do álbum.
Eles iniciaram sua turnê 'Most Wanted: The Greatest Hits' de 12 datas em 3 de março de 2022 em Glasgow, que os viu viajar para cima e para baixo em seu país de origem se apresentando para todos os seus fãs antes de terminar em 17 de março de 2022, em Liverpool. Eles se juntaram ao convidado especial HRVY em todas as doze datas. A banda se uniu ao I Pledge Charity, onde doaram 1 euro de cada venda de ingressos em ajuda do The Brain Tumor Charity.
Parker morreu da doença em 30 de março de 2022, conforme declarado por sua esposa.

## Integrantes

### Atuais
- Max George (2009-2014, 2021-presente)
- Nathan Sykes (2009-2014, 2021-presente)
- Jay McGuiness (2009-2014, 2021-presente)
- Siva Kaneswaran (2009-2014, 2021-presente)

### Ex-integrantes
- Tom Parker (2009-2014, 2021-2022)

## Discografia

### Álbuns de estúdio
- The Wanted (2010)
- Battleground (2011)
- Word of Mouth (2013)

## Turnês
- The Behind Bars Tour (2011)
- The Wanted US Tour (2011-2012)
- The Code Tour (2012)
- Word of Mouth Tour (2013)

## Filmografia
| Televisão | Televisão             | Televisão   | Televisão                  |
| Ano       | Televisão             | Papel       | Notas                      |
| --------- | --------------------- | ----------- | -------------------------- |
| 2013      | Chasing The Saturdays | Eles mesmos | 1 Episódio: #DeepFriedSats |
| 2013      | The Wanted Life       | Eles mesmos | Série de TV                |

## Prêmios e nomeações
| Ano  | Nomeação        | Prêmio                    | Categoria                                              | Resultado | Ref.   |
| ---- | --------------- | ------------------------- | ------------------------------------------------------ | --------- | ------ |
| 2010 | The Wanted      | Virgin Media Music Awards | "Best Newcomer"                                        | Indicado  | [ 20 ] |
| 2010 | The Wanted      | Virgin Media Music Awards | "Best Group"                                           | Indicado  | [ 21 ] |
| 2010 | The Wanted      | 4Music Awards             | "Hottest Boys"                                         | Venceu    |        |
| 2010 | The Wanted      | 4Music Awards             | "Biggest Breakthrough"                                 | Venceu    |        |
| 2010 | "All Time Low"  | 4Music Awards             | "Best Video"                                           | Indicado  | [ 22 ] |
| 2011 | "All Time Low"  | Brit Awards               | "Best British Single"                                  | Indicado  | [ 23 ] |
| 2011 | Jay McGuiness   | PETA UK                   | "Sexiest Vegetarian"                                   | Venceu    | [ 24 ] |
| 2011 | The Wanted      | Arqiva Awards             | "Best Breakthrough Artist UK on Commercial Radio 2011" | Venceu    | [ 25 ] |
| 2011 | The Wanted      | BBC Radio 1 Teen Awards   | Best British Music Act                                 | Venceu    | [ 26 ] |
| 2012 | "Glad You Came" | Brit Awards               | Best British Single                                    | Indicado  | [ 27 ] |
| 2012 | The Wanted      | Teen Choice Awards        | Choice Music: Breakout Group                           | Indicado  |        |
| 2012 | The Wanted      | Teen Choice Awards        | Choice Music Star: Group                               | Indicado  |        |
| 2012 | The Wanted      | Teen Choice Awards        | Choice Music Group                                     | Indicado  |        |
| 2012 | "Glad You Came" | Teen Choice Awards        | Choice Summer Song                                     | Indicado  |        |
| 2012 | The Wanted      | MTV Video Music Award     | Best New Artist                                        | Indicado  |        |
| 2012 | The Wanted      | American Music Awards     | Favorite Band, Duo Or Group – POP/ROCK                 | Indicado  |        |
| 2013 | The Wanted      | People's Choice Awards    | Favorite Breakout Artist                               | Venceu    |        |
| 2013 | The Wanted      | Virgin Media Music Awards | Best Group                                             | Venceu    |        |